# Limitations de vitesse en Biélorussie
 (mars 2009).
Si vous disposez d'ouvrages ou d'articles de référence ou si vous connaissez des sites web de qualité traitant du thème abordé ici, merci de compléter l'article en donnant les références utiles à sa vérifiabilité et en les liant à la section « Notes et références ».
En Biélorussie (abréviation officielle: BY - pour "Byelorussia", qui veut dire "Biélorussie" en anglais), les limitations de vitesse sont les suivantes :
- 60 km/h en ville[1]
- 90 km/h hors agglomération[1]
- 110 km/h sur autoroute[1]